# Ectopopterys
Ectopopterys là một chi thực vật có hoa trong họ Malpighiaceae.

## Loài
Chi Ectopopterys gồm các loài: